# Архипова, Нина Николаевна
Ни́на Никола́евна Архи́пова (1 мая 1921, Омск, РСФСР — 24 апреля 2016, Москва, Россия) — советская и российская актриса театра и кино, народная артистка РСФСР (1988).

## Биография
Нина Николаевна Архипова родилась 1 мая 1921 года в Омске, а затем семья переехала в Москву. Родители — Николай Матвеевич Архипов, сибиряк родом из Иркутска, и Мария Николаевна из Санкт-Петербурга (застрелилась, когда Нине было десять лет).
В детстве Нина Архипова любила петь, танцевать, играла на фортепиано. Живя в Замоскворечье, она часто посещала театры и стала задумываться об актёрской профессии. После школы решила подать документы не только в театральные студии — при Вахтанговском и Малом театрах и в ГИТИС, но и на юридический факультет МГУ. Архипова сдала экзамены и везде была принята; решила остановить выбор на Театральном училище имени Щукина при Театре имени Евгения Вахтангова. Её педагогом стала знаменитая Ц. Л. Мансурова.
В 1945 году окончила театральное училище им. Щукина. В 1943—1951 служила в театре им. Вахтангова, на сцене которого ещё студенткой стала играть мать Беату в пьесе «Сирано де Бержерак» Э. Ростана (1943), Катю в «Синем платочке» В. Катаева (1943). В мюзикле Ф. Эрве «Мадемуазель Нитуш» выступала в группе «ласточек».
С 1951 по 2016 годы — ведущая актриса Московского театра Сатиры. За годы работы исполнила свыше сотни ролей.
В кино снималась нечасто, исполняла роли мягких, добрых женщин. Дебютировала в 1946 году в драме А. Столпера «Наше сердце». Спустя четыре года актриса сыграла Веру Горошко в киноповести Бориса Барнета «Щедрое лето». Эту роль она считала одной из самых важных в своей карьере. Широкую известность приобрела с выходом на экраны телеспектакля «Проснись и пой!». Регулярно сниматься стала лишь в 1970-е годы. Среди самых известных её ролей — мама главной героини в фильме «Ох уж эта Настя!», певица ресторана в комедии «Двенадцать стульев», Гертруда в телеспектакле «Мартин Иден» по Джеку Лондону и жена комиссара Мегрэ в серии телефильмов по произведениям Жоржа Сименона.
Снималась в киножурнале «Ералаш».
В 2014 году актриса издала книгу «Жизнь в предлагаемых обстоятельствах».
Скончалась 24 апреля 2016 года в Москве, не дожив неделю до своего 95-летия.
Похоронена на Кунцевском кладбище рядом с мужем.

## Семья
- Отец — Николай Матвеевич Архипов
- Мать — Мария Николаевна Архипова (ум. 1931)
- Первый муж — Александр Голубенцев (1899—1979), композитор.
  - Дочь — Наталья Голубенцева (род. 1942), народная артистка России.
- Второй муж — Борис Горбатов (1908—1954), писатель.
  - Дочь — Елена Ермакова (Горбатова) (род. 1953), преподаватель английского языка.
  - Сын — Михаил Горбатов (1953—2017), врач-кардиореаниматолог.
- Третий муж — Георгий Менглет (1912—2001)[5], актёр.

## Творчество

### Роли в театре

#### Театр имени Е. Б. Вахтангова
- 1943 — «Сирано де Бержерак» Эдмона Ростана — мать Беата[2]
- 1943 — «Синий платочек» Валентина Катаева — Катя
- 1946 — «Мадемуазель Нитуш» Флоримона Эрве — Дениза
- 1946 — «Новогодняя ночь» Александра Гладкова
- 1947 — «Соломенная шляпка» Эжена Лабиша и Марк-Мишеля — служанка
- 1947 — «Накануне» И. С. Тургенева — Зоя
- 1948 — «Проклятое кафе» Василия Шкваркина
- 1948 — «Последний день» Братьев Тур

#### Московский академический театр сатиры
- 1951 — «Господин Дюруа» Ги де Мопассана — Клотильда
- 1953 — «Баня» Владимира Маяковского. Режиссёр: Валентин Плучек — Фосфорическая женщина
- 1953 — «Где эта улица, где этот дом» Владимира Дыховичного и Мориса Слободского
- 1954 — «Свадебное путешествие» Владимира Дыховичного
- 1955 — «Клоп» Владимира Маяковского. Режиссёр: Валентин Плучек — Зоя Берёзкина
- 1955 — «Поцелуй феи» Зиновия Гердта и Михаила Львовского. Режиссёр: Эммануил Краснянский
- 1957 — «Ложь на длинных ногах» Эдуардо Де Филиппо
- 1959 — «Волшебные кольца Альманзора» Тамары Габбе — Принцесса Апрелия
- 1959 — «Дамоклов меч» Н. Хикмета
- 1960 — «Слепое счастье» А. Кузнецова, Г. Штайн
- 1962 — «Дом, где разбиваются сердца» — миссис Хэшебай
- 1965 — «Над пропастью во ржи» Дж. Д. Сэлинджера — Принцесса Апрелия
- 1966 — «Старая дева» И. Штока
- 1969 — «Мой дом — моя крепость» Дж. Купер
- 1970 — «Проснись и пой» М. Дьярфаша
- 1972 — «Мамаша Кураж и её дети» Б. Брехта — Иветта Потье
- 1972 — «Таблетку под язык» А. Макаёнка
- 1973 — «Маленькие комедии большого дома» Григория Горина и Аркадия Арканова
- 1977 — «Многоуважаемый шкаф» Евгения Чебалина
- 1979 — «Её превосходительство» Самуила Алёшина
- 1980 — «Гнездо глухаря» Виктора Розова — Валентина Дмитриевна
- 1982 — «Концерт для театра с оркестром» Григория Горина и Александра Ширвиндта
- 1985 — «Молчи грусть, молчи…» Александра Ширвиндта
- 1996 — «Восемь любящих женщин» Р. Тома — бабушка

### Фильмография
- 1946 — Наше сердце
- 1950 — Щедрое лето — Вера Горошко
- 1959 — Обнажённая со скрипкой — Джейн, дочь художника
- 1963 — Короткие истории — Зося
- 1971 — Телеграмма — Екатерина Пятипал, она же Катя Иноземцева
- 1971 — Ох уж эта Настя! — мама Насти
- 1974 — Маленькие комедии большого дома — Женя
- 1974 — Одиножды один — Мария
- 1974 — Проснись и пой! — Эржи, жена Орбока
- 1976 — Мартин Иден (телеспектакль) — Гертруда
- 1976 — Двенадцать стульев — певица из ресторана
- 1976 — Обыкновенная Арктика — жительница полярного местечка
- 1976 — Огненный мост — Ксения Михайловна
- 1977 — Семья Зацепиных (телефильм) — Анна Степановна Зацепина
- 1978 — Ошибки юности — мама солдата на пляже
- 1979 — Утренний обход — Лидия Михайловна
- 1982 — Мегрэ колеблется — мадам Мэгре
- 1983 — Карантин — тётя Полина
- 1984 — Два гусара — Анна Фёдоровна Зайцева
- 1984 — Продлись, продлись, очарованье… — Елена Георгиевна
- 1987 — К расследованию приступить. Клевета. — Вера Сергеевна Мельникова
- 1990 — Реклама Ералаша — клоунесса Бом (главная роль, нет в титрах)
- 1992 — Мелодрама с покушением на убийство — мама Тамары
- 1994 — Утомлённые солнцем — Елена Михайловна
- 1997 — Ералаш (выпуск № 118, сюжет «Кто рано встаёт…») — бабушка Володи
- 2003 — Next 3 — мать Дюбеля
- 2005—2006 — Люба, дети и завод… — тётя Виолетта
- 2011 — Утомлённые солнцем 2: Цитадель — Елена Михайловна
- 2012 — Белый человек — Варвара Уварова

## Признание и награды
- Заслуженная артистка РСФСР (1967)
- Народная артистка РСФСР (1988)[2]
- Орден Дружбы (1996)[6]
- Медаль «В память 850-летия Москвы»